# 苏赫巴托尔广场

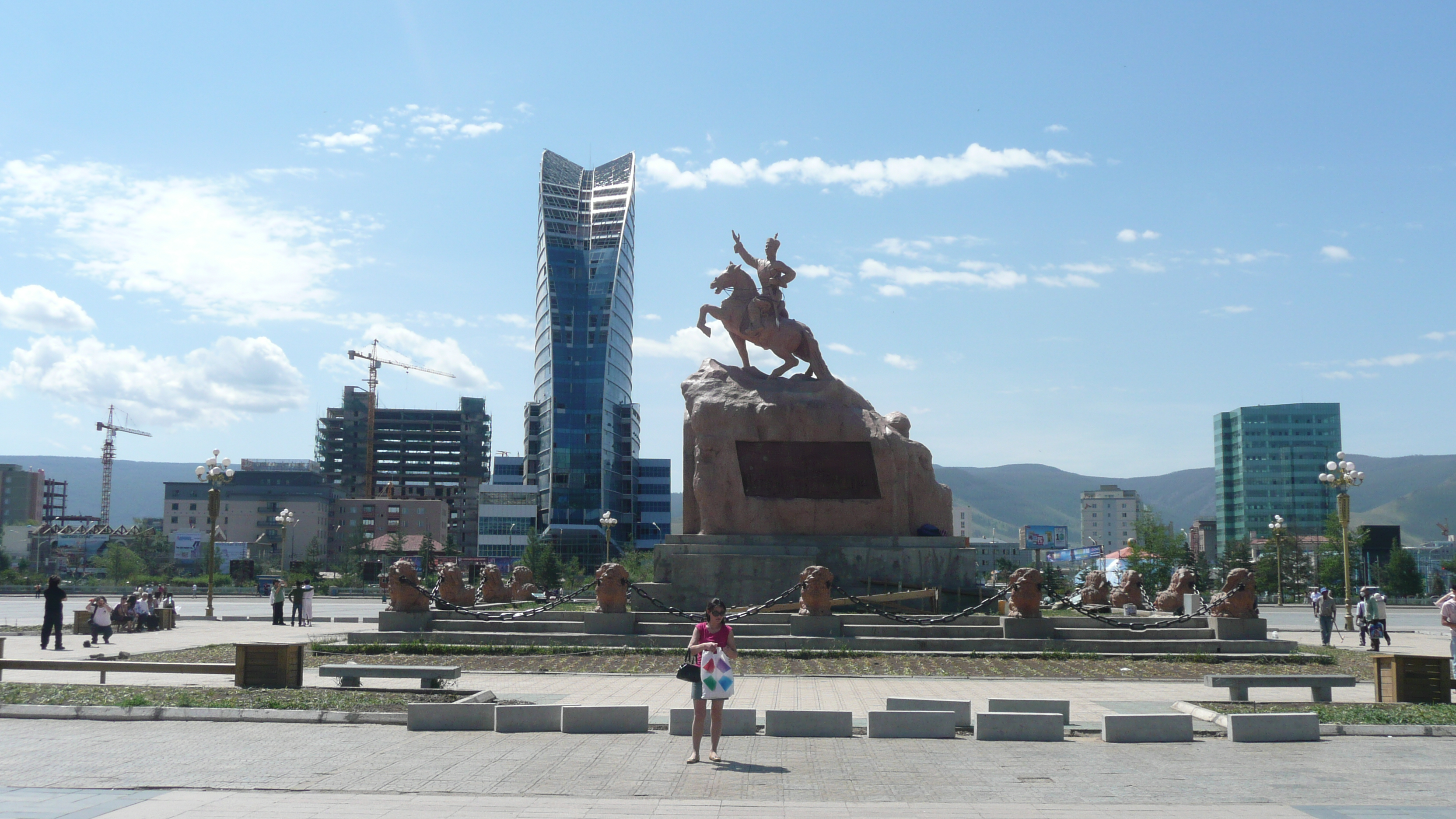
苏赫巴托尔广场上的苏赫巴托尔纪念碑

苏赫巴托尔广场，2013年至2016年为成吉思汗广场, 位于蒙古国首都乌兰巴托市中心，是以蒙古独立及共产主义革命英雄达木丁·苏赫巴托尔的名字命名的广场。

## 简介
该广场位于国家宫南侧，广场中央立有苏赫巴托尔纪念碑，碑顶有达木丁·苏赫巴托尔的骑马雕像。广场东侧为国家古典艺术剧院、中央文化宫，西侧为乌兰巴托市政府、中央邮局等建筑。每逢重大节日以及典礼，蒙古国官方均在该广场举行仪式，向苏赫巴托尔纪念碑献花圈。蒙古国官方还在此广场为来访的外国国家元首及政府首脑举行欢迎仪式。

### 改名
民主党执政期间，广场的官方名称于2013年被改为成吉思汗广场，以纪念在蒙古被认为是开国元勋的成吉思汗，不过乌兰巴托市民大多都还依旧习惯以“苏赫巴托尔”称呼。除广场中央原有的苏赫巴托尔纪念碑，广场北侧国家宫前又立起了一排纪念成吉思汗、窝阔台汗和忽必烈汗的大型列柱。2016年8月，蒙古人民党执政後改回原名。